# Propositionele attitude
Een propositionele attitude is een relationele mentale toestand waarmee een persoon in verband staat met een propositie. De propositie kan zijn 'dat het zal gaan regenen', en de attitude die een persoon daartoe heeft is bijvoorbeeld geloven (dat het zal gaan regenen). Er wordt veelal aangenomen dat ze de eenvoudigste elementen in het denken zijn en dat de betekenis of inhoud die ze uitdrukken waar of onwaar kan zijn. Er zijn meerdere propositionele attitudes mogelijk, zoals geloven, verlangen, bang zijn of hopen en zodoende impliceren ze intentionaliteit. Dit is een atomistische filosofie.
De term werd door Bertrand Russel geïntroduceerd in zijn boek "An Inquiry Into Meaning and Truth".
Taalkundig worden ze gekenmerkt door een (soms impliciete) "dat" clausule, bijvoorbeeld: "S gelooft dat p" (Jan gelooft dat hij heeft gewonnen).